# City of Blacktown
City of Blacktown (Gradska uprava Blacktown)) ime je za lokanu državnu zonu u zapadnom Sydneyu, koja se nalazi na visoravni Cumberland što je 35km udaljeno od centralne poslovne oblasti Sydneya. Gradska uprava zauzima 249,6 kvadratnih kilometara i ima oko 306.000 stanovnika (2012.), i prema broju stanovnika najveća je lokana državna zona u NSWu.

## Stanovništvo
U popisu stanovništva koji je obavljen 2011. godine, Gradska uprava (GU) Blacktown imala je oko 301.099 stanovika, od kojih je 49.7% muškaraca i 50.3% žena. Stanovništvo koji se izjašnjavaju Aboriđinima i otočanima iz Torres Straita sačinjavaju 2.7%  od ukupnog stanovništva GU Blacktowna. Srednja dob stanovništva GU Blacktown je 32 godina, što je niže od nacionalne srednje dobi od 37 godina starosti. Djeca između starosti 0-14 godina starosti čine 23.7% od ukupnog broja stanovnika, dok starosti od 65+ godina starosti čine samo 9% stanovništva. Od stanovištva iznad 15 godina starosti, 51.7% je u braku dok je 10.3% rastavljenih. 
Rast stanovištva u GU Blacktown je iznad nacionnalnog prosjeka u vremenu: od popisa stanovništva od 2001. do 2006. rast je bio 6.47% (nacionalni prosjek 5.78%), dok između 2006. do 2011 rast je bio 10.82% (nacionalni prosjek 8.32%). 

### Predgrađa
Acacia Gardens -
Arndell Park -
Bidwill -
Blackett -
Blacktown -
Colebee -
Dean Park -
Dharruk -
Doonside -
Eastern Creek -
Emerton -
Glendenning -
Glenwood -
Hassall Grove -
Hebersham -
Huntingwood -
Kellyville Ridge -
Kings Langley -
Kings Park -
Lalor Park -
Lethbridge Park -
Marayong -
Marsden Park -
Minchinbury -
Mount Druitt -
Oakhurst -
Parklea -
Plumpton -
Prospect -
Quakers Hill -
Riverstone -
Ropes Crossing -
Rouse Hill -
Rooty Hill -
Schofields -
Seven Hills -
Shalvey -
Shanes Park -
Stanhope Gardens -
The Ponds -
Toongabbie -
Tregear -
Vineyard -
Whalan -
Willmot -
Woodcroft

## Uprava

### Vijeće
Vijeće Gradska uprava Blacktown sastoji se od 15 vijećnika koji su izabrani na mandat od četiri godine. Zbog veličine lokane državne zone, i u želji da isti broj glasača bolje prestavljeno Gradska uprava Blacktown je podijeljena na 5 odjela (eng. ward), i u svakom odjelu izabire se 3 vijećnika. Vijećnici su izabrani prema proporcionalnom preferecialnom sistemu, gdje je prag za dobivanje sjedala 25% važećih glasova. Izbori se održavaju svake četiri godine, prvog tjedna u rujnu. Gradonačenik se izabire većinom glasova vjećnika svake godine na prvom izvanrednom sastanku u rujnu.
| Stranka | Stranka                         | Vijećnici |
| ------- | ------------------------------- | --------- |
|         | Laburistička stranka Australije | 7         |
|         | Liberalna stranka Australije    | 7         |
|         | Nezavisni                       | 1         |
|         | Ukupno                          | 15        |